# 静岡県道54号清水停車場線
静岡県道54号清水停車場線（しずおかけんどう54ごう しみずていしゃじょうせん）は、静岡県静岡市清水区を通る県道（主要地方道）である。

## 概要
静岡県静岡市清水区の清水駅から東名高速道路・国道1号静清バイパスの清水ICへとつながる道路である。
沿道には清水区検察庁と清水簡易裁判所、静岡県立清水東高等学校、清水国際高等学校がある。

### 路線データ
- 陸上距離：2.1 km
- 起点：静岡市清水区辻一丁目（JR東海東海道本線 清水駅前）
- 終点：静岡市清水区八坂西町（清水IC西交差点、国道1号交点）

## 歴史
- 1993年（平成5年）5月11日 - 建設省から、県道清水停車場線が清水停車場線として主要地方道に指定される[1]。

## 路線状況
清水駅の江尻側のロータリーが起点であり、この場所にはバスターミナル、タクシープール、自家用車の乗降場所が設置されている。
ロータリーから、清水駅前交差点までは片側2車線である。
清水駅交差点から江尻大和交差点までの国道1号線との重複区間は、清水IC方面のみ一部1車線であるが、それ以外の区間は片側2車線で整備されている。
江尻大和交差点から八坂南町までは、片側1車線である。
八坂南町から清水IC西交差点までは、片側2車線である。
八坂南町付近は、『八坂通り』とも呼ばれる。
清水IC西交差点から清水ICまでは、国道1号線バイパスと重複し、清水ICへ立体交差で接続する。

### 重複区間
- 国道1号（静岡市清水区江尻東1丁目・清水駅前交差点 - 静岡市清水区天神1丁目・江尻大和交差点）

## 地理

### 通過する自治体
- 静岡市（清水区）

### 交差する道路
| 交差する道路                            | 交差する場所 | 交差する場所                    |
| --------------------------------------- | ------------ | ------------------------------- |
| 国道1号 重複区間起点 国道149号          | 江尻東1丁目  | 清水駅前交差点                  |
| 静岡県道75号清水富士宮線                | 大手1丁目    | 大手町交差点                    |
| 国道1号 重複区間 静岡県道67号静岡清水線 | 天神1丁目    | 江尻大和交差点                  |
| 国道1号 静清バイパス                    | 八坂西町     | 清水IC西交差点 / 終点 10 清水IC |

### 交差する鉄道
- 東海道本線

### 沿線
- JR東海東海道本線 清水駅
- 清水区検察庁
- 清水簡易裁判所
- 清水国際高等学校
- 静岡県立清水東高等学校